# Xã Polk, Quận Sullivan, Missouri
Xã Polk (tiếng Anh: Polk Township) là một xã thuộc quận Sullivan, tiểu bang Missouri, Hoa Kỳ. Năm 2010, dân số của xã này là 2.910 người.